# Ластівневі
Ластівневі (Asclepiadoideae) — підродина дводольних зрослопелюсткових рослин родини барвінкових.

## Систематика

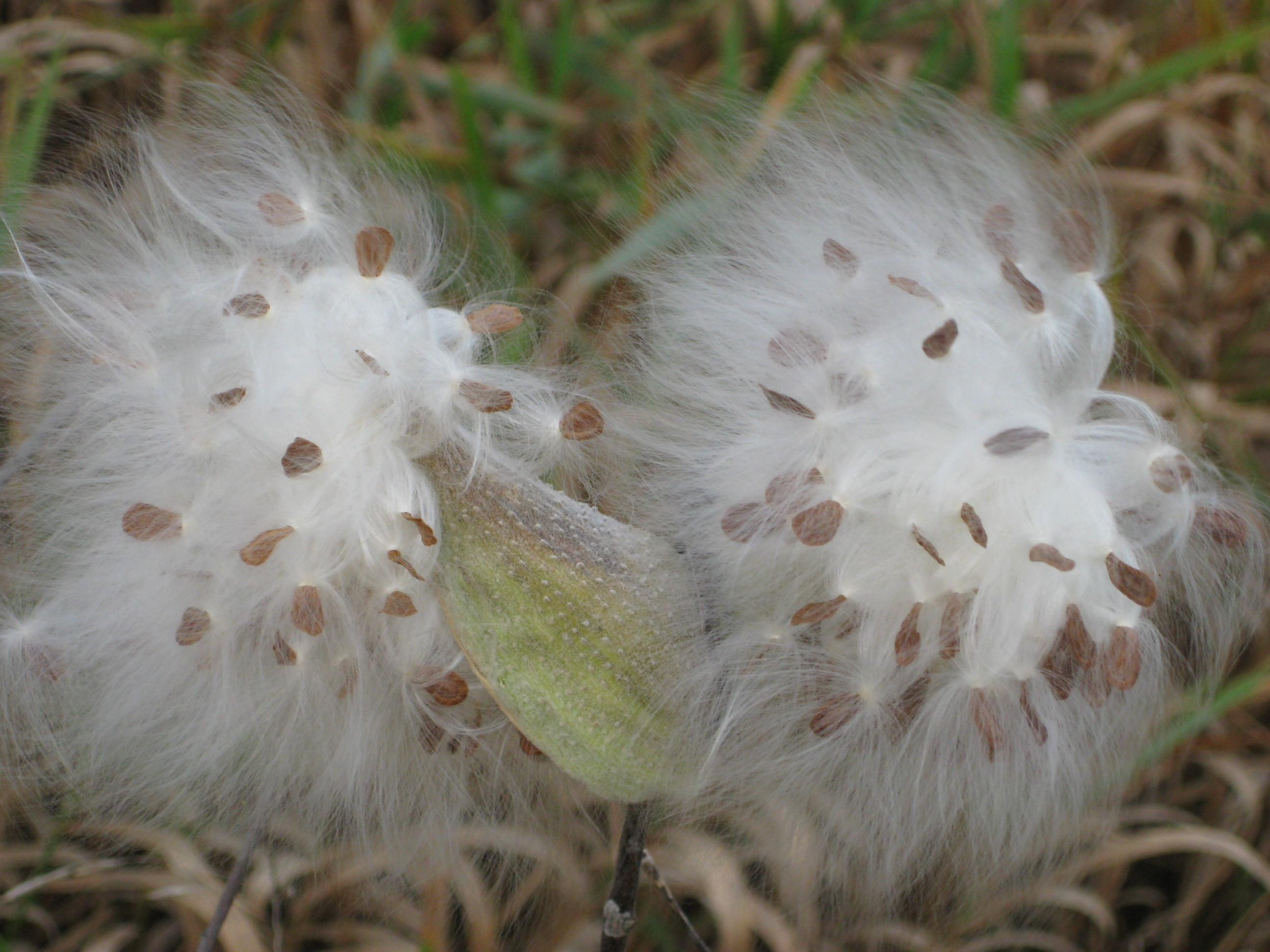
Насіння ваточника сирійського

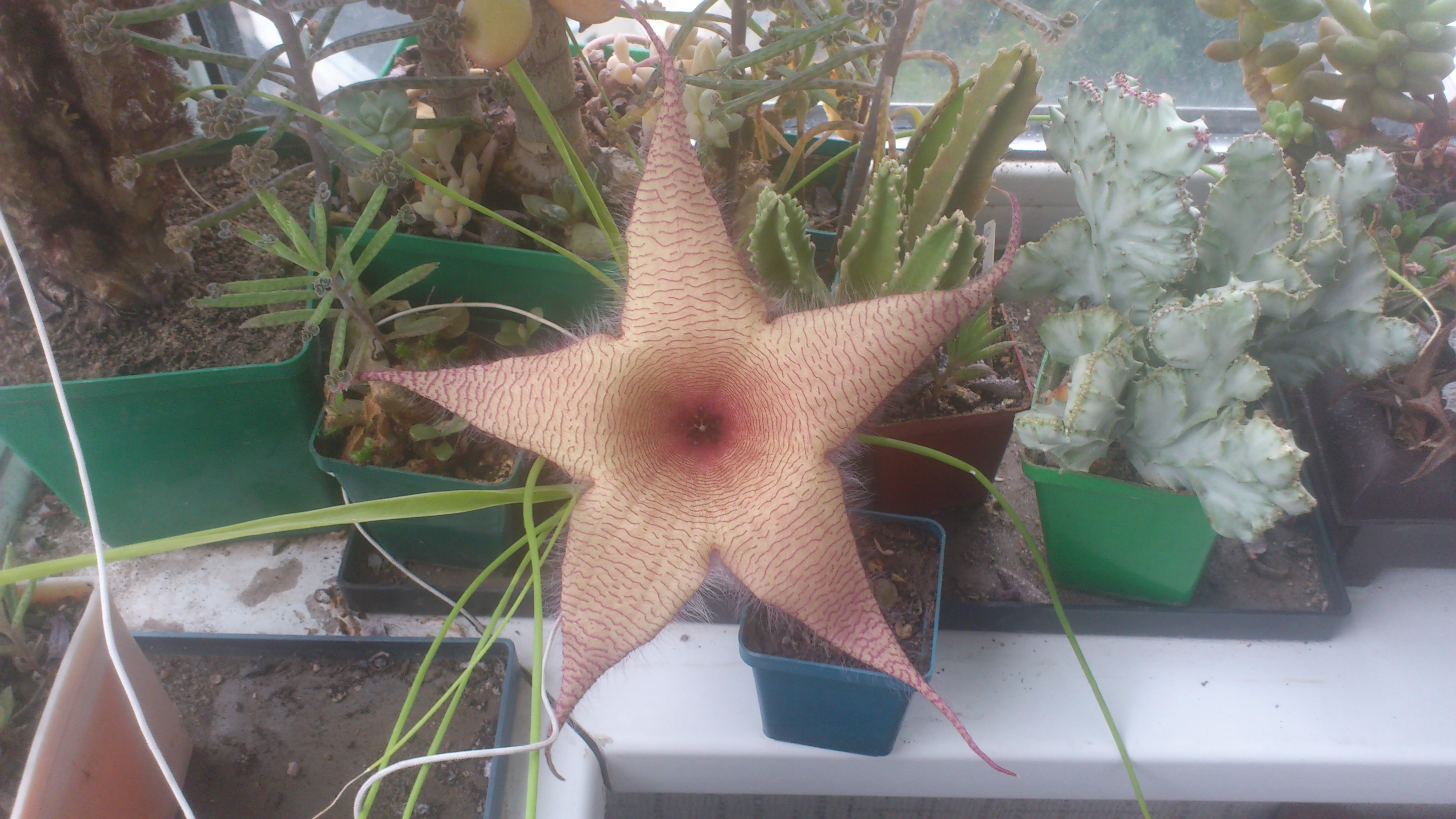
Квітка стапелії велетенської

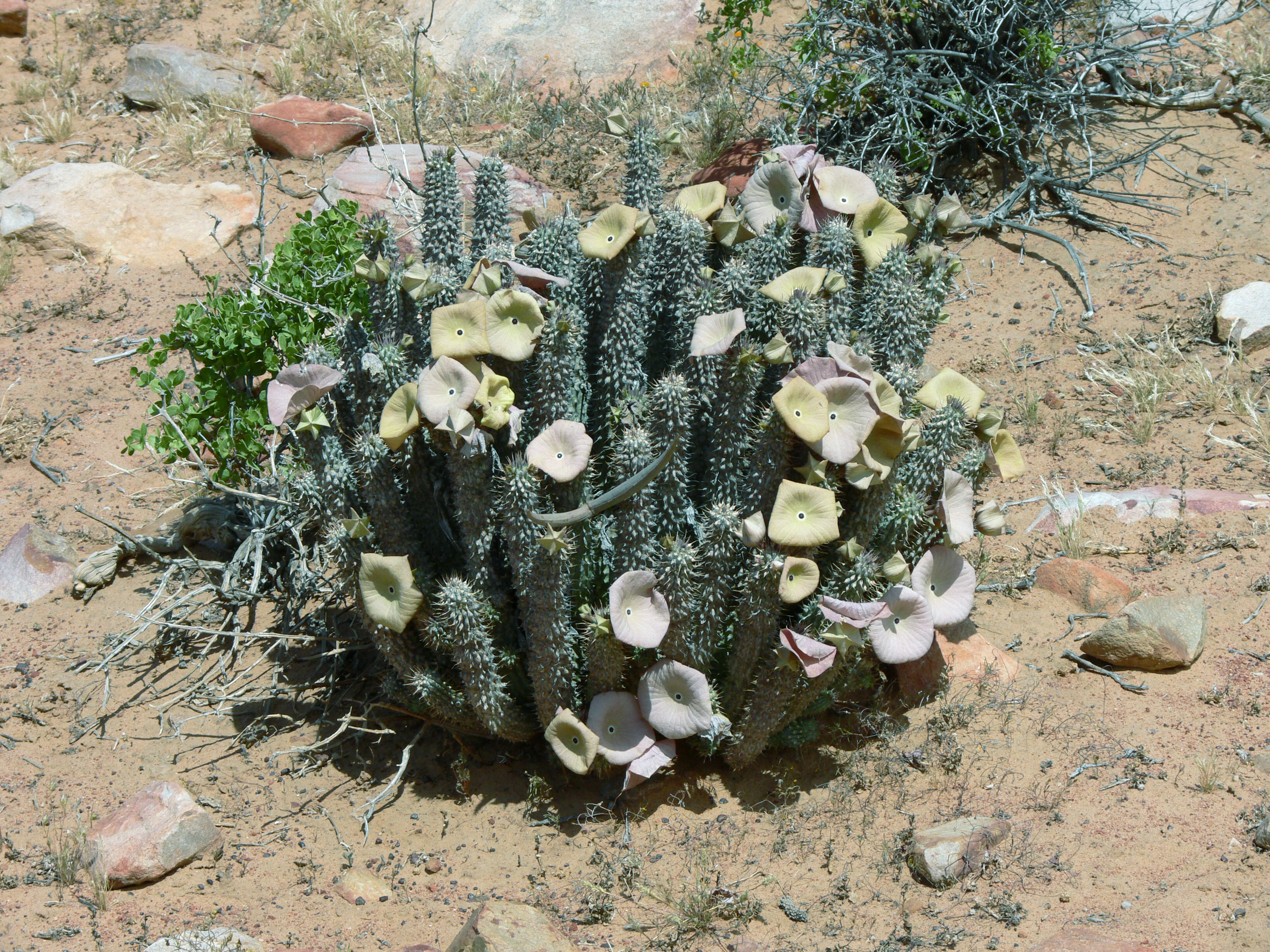
Hoodia gordonii у природних умовах в Південній Африці

Згідно з APG II ластівневі були окремою родиною Asclepiadaceae. Проте молекулярні дані свідчать про те, що група еволюційно походить від барвінкових, і, тому згідно з останньою ботанічною систематикою APG III ластівневі були рекатегоризовані як підродина родини барвінкових. До неї входять 214 родів, з яких більше трьох десятків сукулентних і близько 2 400 видів.

## Загальна біоморфологічна характеристика
Чагарники, напівчагарники, багаторічні або однорічні трав'янисті рослини, часто з виткими стеблами. Листки розміщуються почергово, супротивно або кільчасто. Листкові пластини — прості, цілокраї, переважно без прилистків. Квітки правильні, двостатеві, одиночні або зібрані в цимозних суцвіттях. Плід — суха листянка, розтріскується по черевному шву. Насінини найчастіше мають чубок шовковистих волосків.

## Поширення
Представники цієї родини поширені переважно в тропіках і субтропіках. Поширені в Америці, Африці, Східній Азії. Деякі нечисленні види ростуть в помірних широтах.
Сукулентні роди ластівневих походять з Південної Африки (гудія, гуернія, стапелія, каралума, декабелоне). Церопегія росте в Центральній, Південно-Східній Африці, на Мадагаскарі і на Канарських островах, в Індії. Хойя поширена в Індії, Китаї, на Малайському архіпелазі та на північному сході Австралії.
В Україні ростуть 13 видів ластівневих, що входять до 4 родів:
- ваточник,
- ластовень,
- обвійник,
- цинанхум.

## Використання
Деякі види ластівневих використовують як лікарські рослини. Застосовуються при серцевих, гінекологічних та інших захворюваннях. Багато видів вирощують як декоративні рослини.